# Live at Berkeley
Live at Berkeley uživo je album američkog glazbenika Jimija Hendrixa i njegovog sastava The Jimi Hendrix Experience, postumno objavljen 16. rujna 2003. godine od izdavačke kuće MCA Records. Album sadrži izvedbu Experienca od 30. svibnja 1970. godine s drugog nastupa održanog u Berkeley Community Theatru.

## O albumu
Nakon što se sastav Band of Gypsys raspao Hendrixov menadžer Michael Jeffery želio je okupiti originalnu postavu Experienca. Jeffery je to najavio 19. ožujka 1970. godine u časopisu Rolling Stone, prilikom intervjua što ga je dao novinaru Johnu Burksu. Dva tjedna nakon toga Hendrix je odlučio kako ne želi više surađivati s basistom Noelom Reddingom već je umjesto njega pozvao Billya Coxa te su s bubnjarem Mitchom Mitchellom osnovali nove Experience. Ovaj trio također je bio poznat pod nazivom The Cry of Love.
Sastav je u Berkeleyu imao dva nastupa, a materijal je dugo vremena ostao neobjavljen. Izvedba je na samom početku dok se nisu zagrijali bila dosta loša. Hendrix ovog puta nije gitaru naštimao pola tona niže kako je to obično radio na svim koncertima do tada, već je ostao u standardom tonalitetu.

## Popis pjesama
Sve pjesme napisao je Jimi Hendrix, osim gdje je to drugačije naznačeno.
| Br. | Skladba                        | Autor                                  | Trajanje |
| --- | ------------------------------ | -------------------------------------- | -------- |
| 1.  | »Introduction«                 |                                        | 1:47     |
| 2.  | »Pass It On (Straight Ahead)«  |                                        | 6:58     |
| 3.  | »Hey Baby (New Rising Sun)«    |                                        | 6:07     |
| 4.  | »Lover Man«                    |                                        | 2:59     |
| 5.  | »Stone Free«                   |                                        | 4:08     |
| 6.  | »Hey Joe«                      | Billy Roberts                          | 4:49     |
| 7.  | »I Don't Live Today«           |                                        | 5:26     |
| 8.  | »Machine Gun«                  |                                        | 11:22    |
| 9.  | »Foxy Lady«                    |                                        | 6:30     |
| 10. | »The Star Spangled Banner«     | Francis Scott Key, John Stafford Smith | 2:45     |
| 11. | »Purple Haze«                  |                                        | 3:48     |
| 12. | »Voodoo Child (Slight Return)« |                                        | 10:49    |

## Popis pjesama s prvog nastupa
Popis pjesama kojeg je sastav izveo na prvom nastupu. Nekoliko pjesama prethodno je već objavljeno, uključujući "Johnny B. Goode" i "Lover Man" na postumnom albumu Hendrix in the West te "Hear My Train A Comin'" na Rainbow Bridge i Blues albumima. Ovaj Experiencov nastup nije bio objavljen na CD-u cijelosti, ali je dostupan na Wolfgang's Vault' internet stranicama.
| 1.      | »Introduction/Tuning«          |  | 1:01  |
| 2.      | »Fire«                         |  | 4:08  |
| 3.      | »Johnny B. Goode«              |  | 4:52  |
| 4.      | »Hear My Train A Comin'«       |  | 11:28 |
| 5.      | »Foxy Lady«                    |  | 4:48  |
| 6.      | »Machine Gun«                  |  | 10:56 |
| 7.      | »Freedom«                      |  | 5:00  |
| 8.      | »Tuning/Red House«             |  | 8:43  |
| 9.      | »Message Of Love«              |  | 5:25  |
| 10.     | »Ezy Rider«                    |  | 7:56  |
| 11.     | »The Star Spangled Banner«     |  | 2:18  |
| 12.     | »Purple Haze«                  |  | 3:46  |
| 13.     | »Voodoo Child (Slight Return)« |  | 12:26 |
| 1:22:47 |                                |  |       |

## Izvođači
- Jimi Hendrix – električna gitara, vokal
- Mitch Mitchell – bubnjevi
- Billy Cox – bas-gitara

### Produkcija
- Producent - Eddie Kramer, Janie Hendrix, John McDermott
- theničar - Abe Jacob
- Master - George Marino
- Miks - Eddie Kramer
- Autori - Billy Roberts (skladba: 6), Jimi Hendrix (skladbe: 1 do 5, 7 do 9, 11, 12)

## Vanjske poveznice
- Discogs - recenzija albuma